# Stuart Agnew
Stuart Agnew (født 30. august 1949) er siden 2009 britisk medlem af Europa-Parlamentet, valgt for UK Independence Party (indgår i parlamentsgruppen Europæisk Frihed og Demokrati).